# Rogers Centre
Il Rogers Centre (precedentemente noto come SkyDome dal 1989 al 2005) è un impianto polifunzionale situato nella città di Toronto, in Ontario, Canada. Ospita gli incontri casalinghi dei Toronto Blue Jays, squadra che milita nella Major League Baseball (MLB). In passato ha ospitato anche le partite casalinghe dei Toronto Argonauts (squadra di football canadese militante nella Canadian Football League) e dei Toronto Raptors (squadra di basket militante nella National Basketball Association). I Buffalo Bills (squadra militante nella National Football League) hanno giocato qui una partita a stagione dal 2008 al 2013 nell'evento chiamato "Bills Toronto Series".
Ubicato nel centro città, poco distante ad ovest della CN Tower e sulle rive del Lago Ontario, è stato progettato per sostituire il vecchio Exhibition Stadium e i suoi lavori sono iniziati il 3 ottobre 1986.
È uno dei pochi impianti dotati di un tetto retrattile che solitamente viene chiuso per riparare il campo e le tribune quando fa eccessivamente freddo o durante le partite con pioggia.
Occasionalmente viene usato per l'organizzazione di concerti ed eventi di vario tipo quali gare di atletica leggera, convegni, luna park e spettacoli di Monster truck.

## Storia

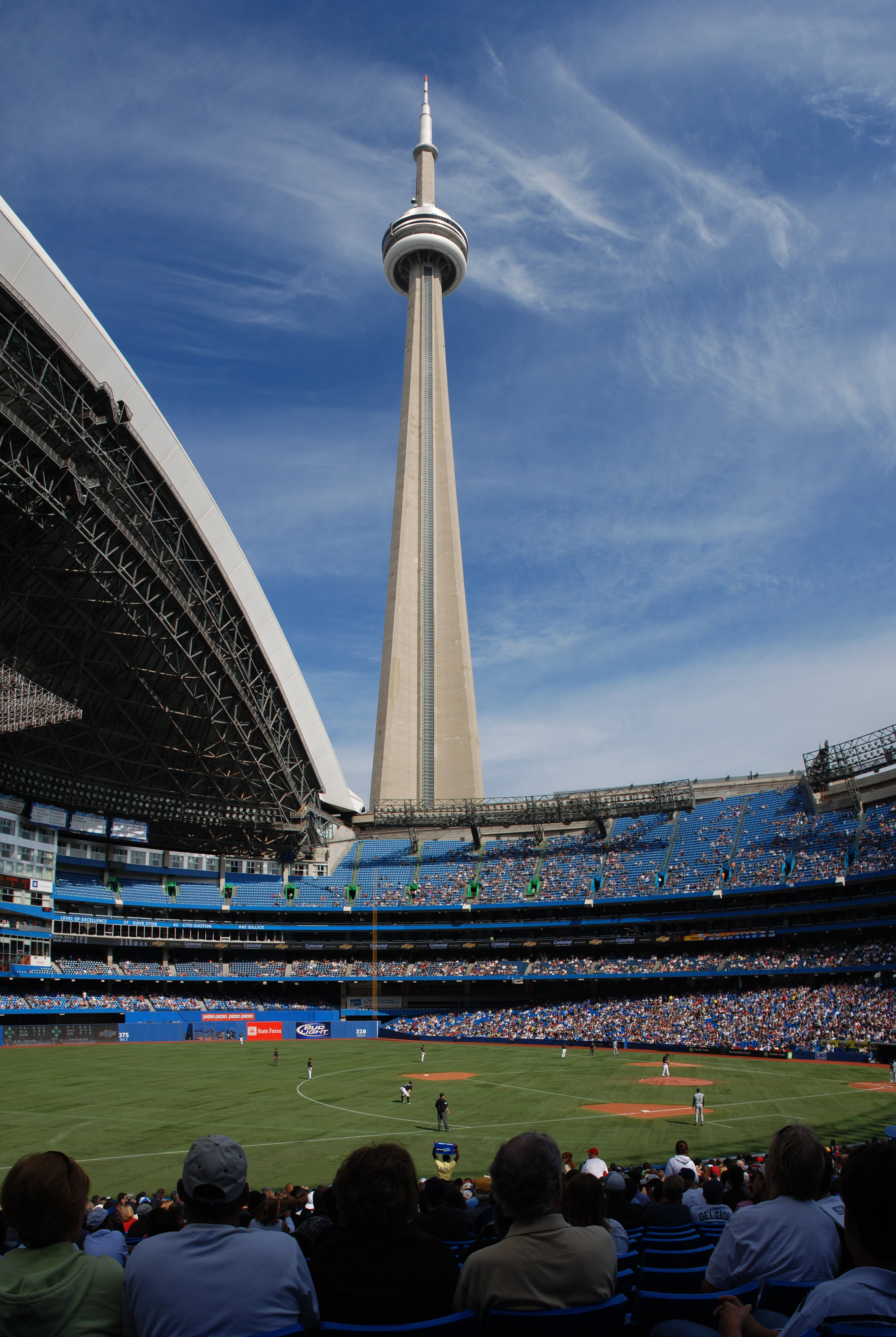
La CN Tower vista dal Rogers Centre

Lo stadio fu completato nel 1989. È coperto dalla cupola apribile più grande del mondo, che, mediante un ingegnoso sistema, permette al tetto di chiudersi sopra al campo di gioco in caso di avverse condizioni meteorologiche.
Il Rogers Centre, che fino al 2002 si chiamava SkyDome, ha una capienza di circa 50 000 posti a sedere. All'interno vi sono anche pizzerie, ristoranti, bar, negozi e un lussuoso albergo con vista sul terreno di gioco.
La struttura ha ospitato due volte le World Series, le finali della Major League Baseball, nel 1992 e nel 1993, ed entrambe le volte i Toronto Blue Jays hanno trionfato.
L'impianto è stato anche sede di WrestleMania VI nel 1990 e di WrestleMania X8 nel 2002, stabilendo il record di 68.237 paganti all'interno dello stadio. I Toronto Raptors della NBA hanno giocato qui i propri incontri casalinghi dal 1995 (primo anno di esistenza della franchigia) al 1999, quando ancora l'impianto si chiamava SkyDome.
Nel gennaio 1995 ospitò la SkyDome Cup, triangolare calcistico a carattere amichevole.
In una occasione la squadra del Toronto FC (squadra militante nella Major League Soccer) ha giocato nell'impianto, ospitando i quarti di finale di CONCACAF Champions League 2011-2012 contro i Los Angeles Galaxy. Al suo interno si è svolta anche una partita della nazionale di calcio dell'Italia, infatti l'8 giugno 2005 si disputò Italia-Serbia e Montenegro terminata 1-1.
Il 25 maggio 2010 è stato teatro dell'incontro amichevole tra Fiorentina e Juventus, terminata 1-0.
Il 23 giugno 2011 si è disputato l'incontro calcistico Juventus-Sporting Lisbona.
Nel marzo 2022 compare col nome SkyDome nel film Disney e Pixar "Red", ambientato nella Toronto del 2002, mentre ospita il concerto di una boy-band.

## Galleria d'immagini

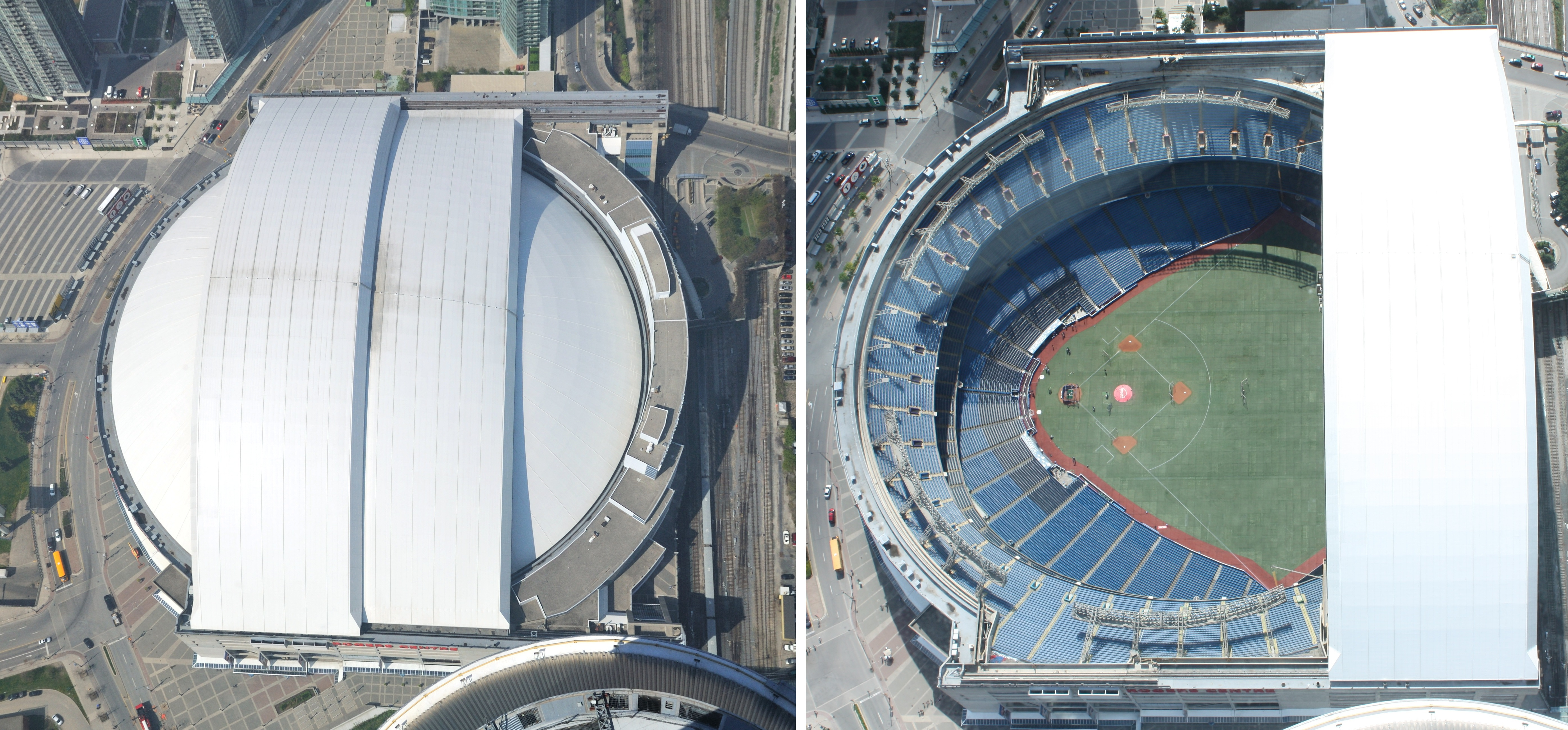
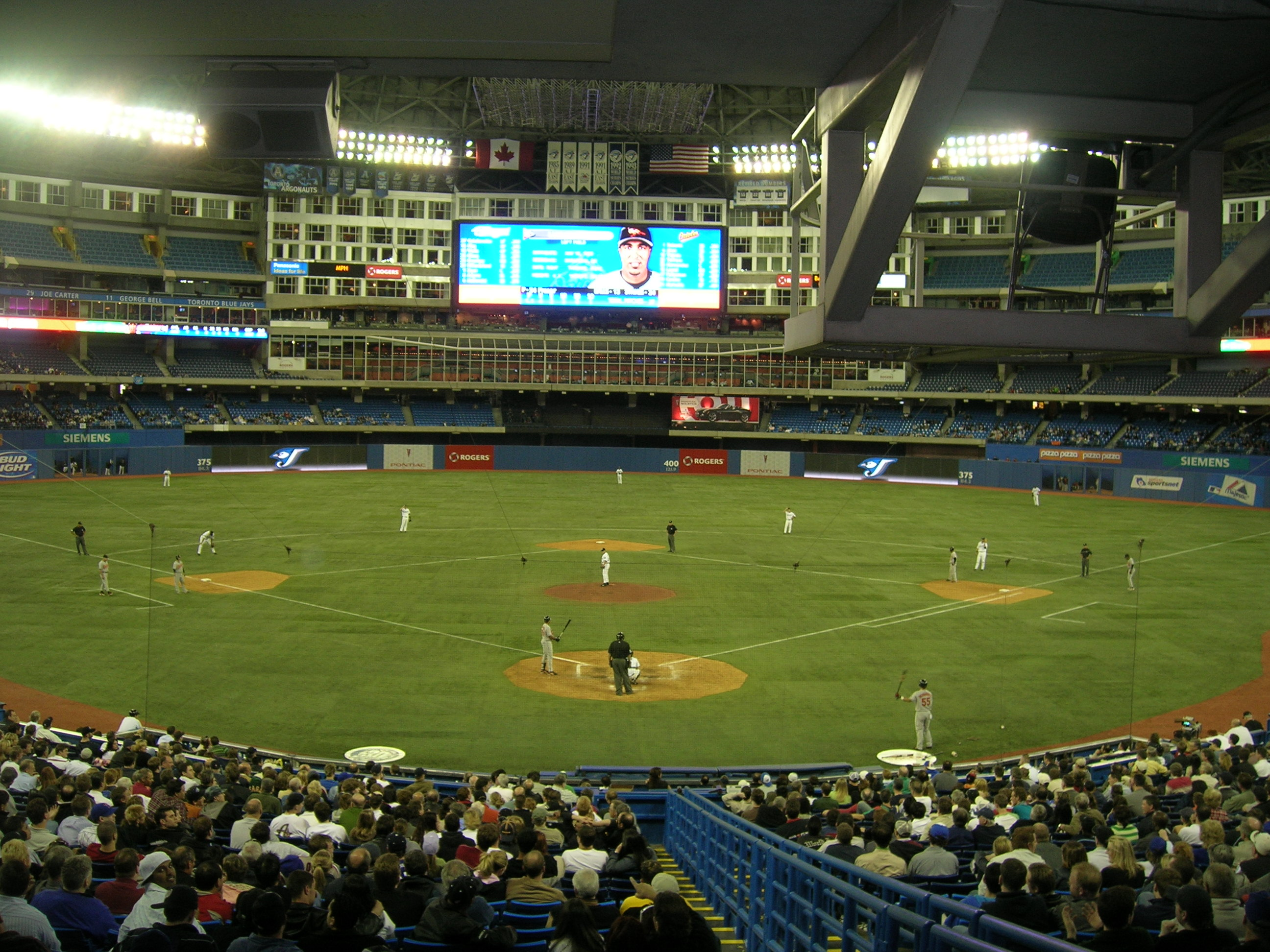
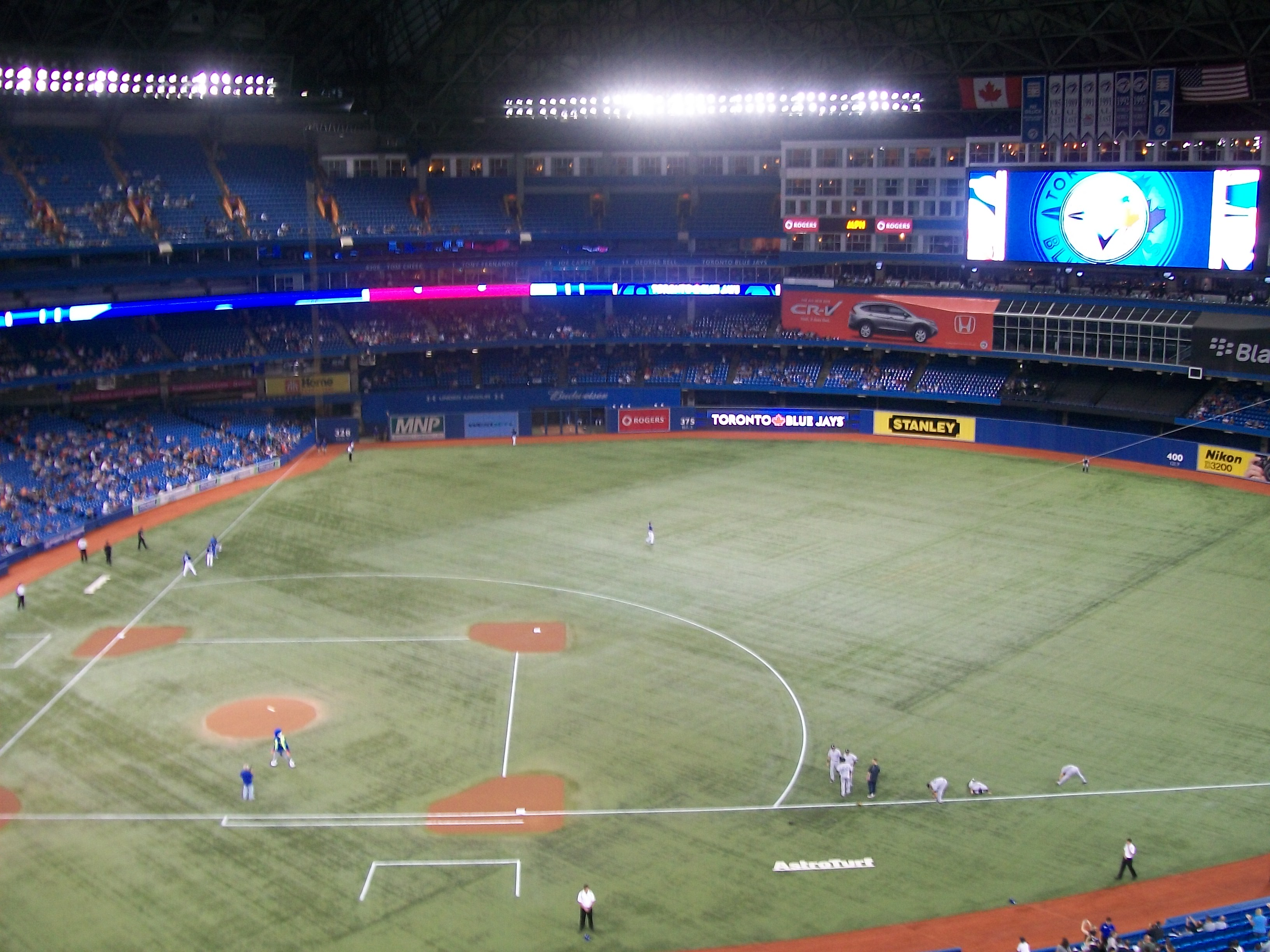
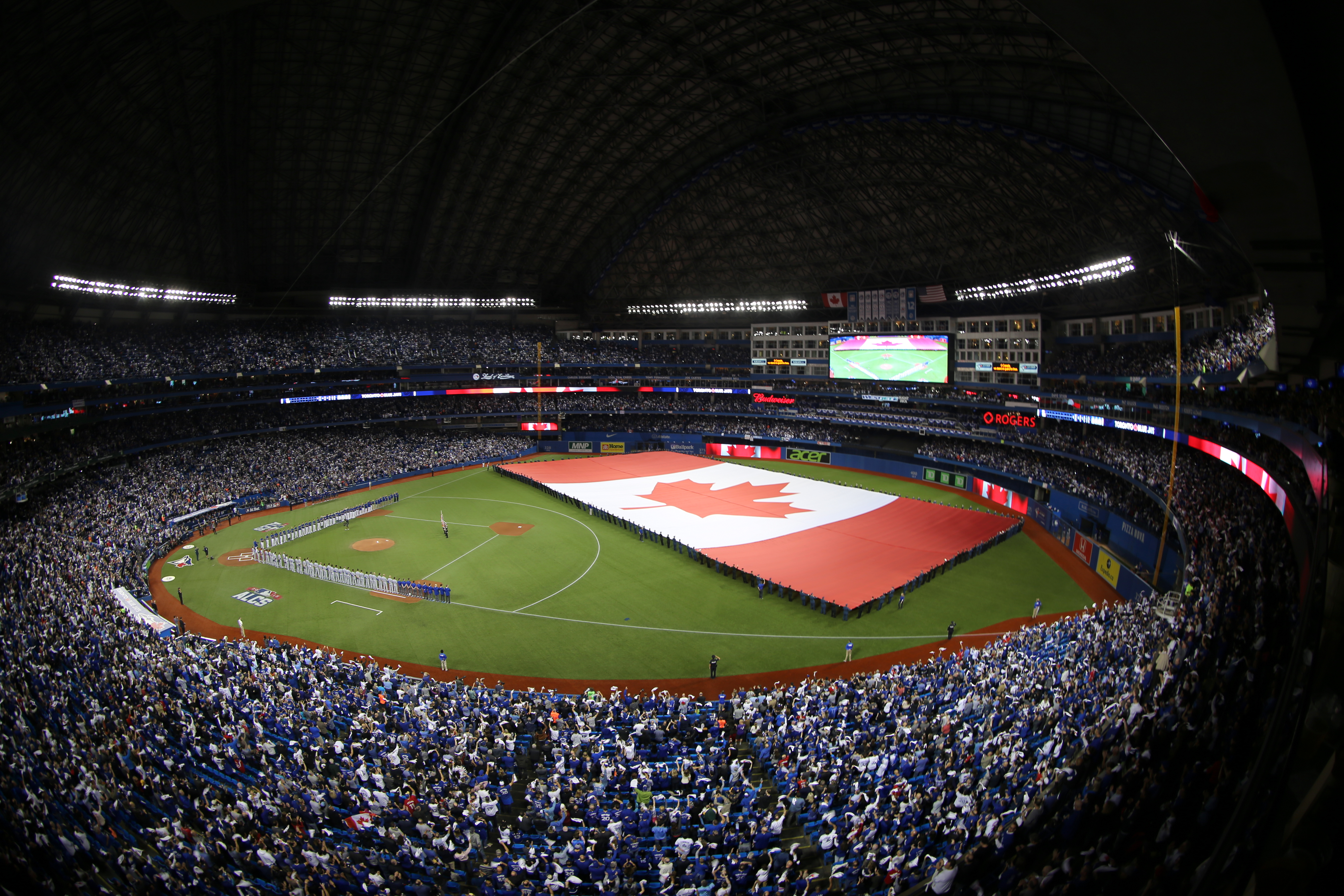
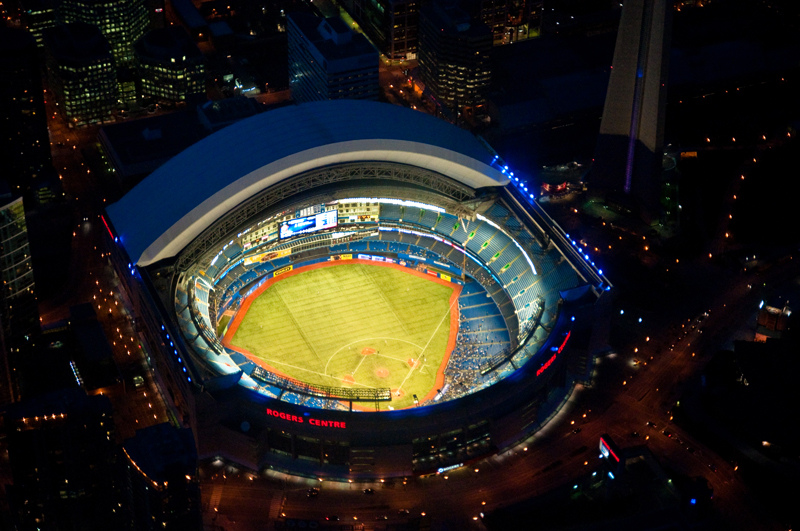
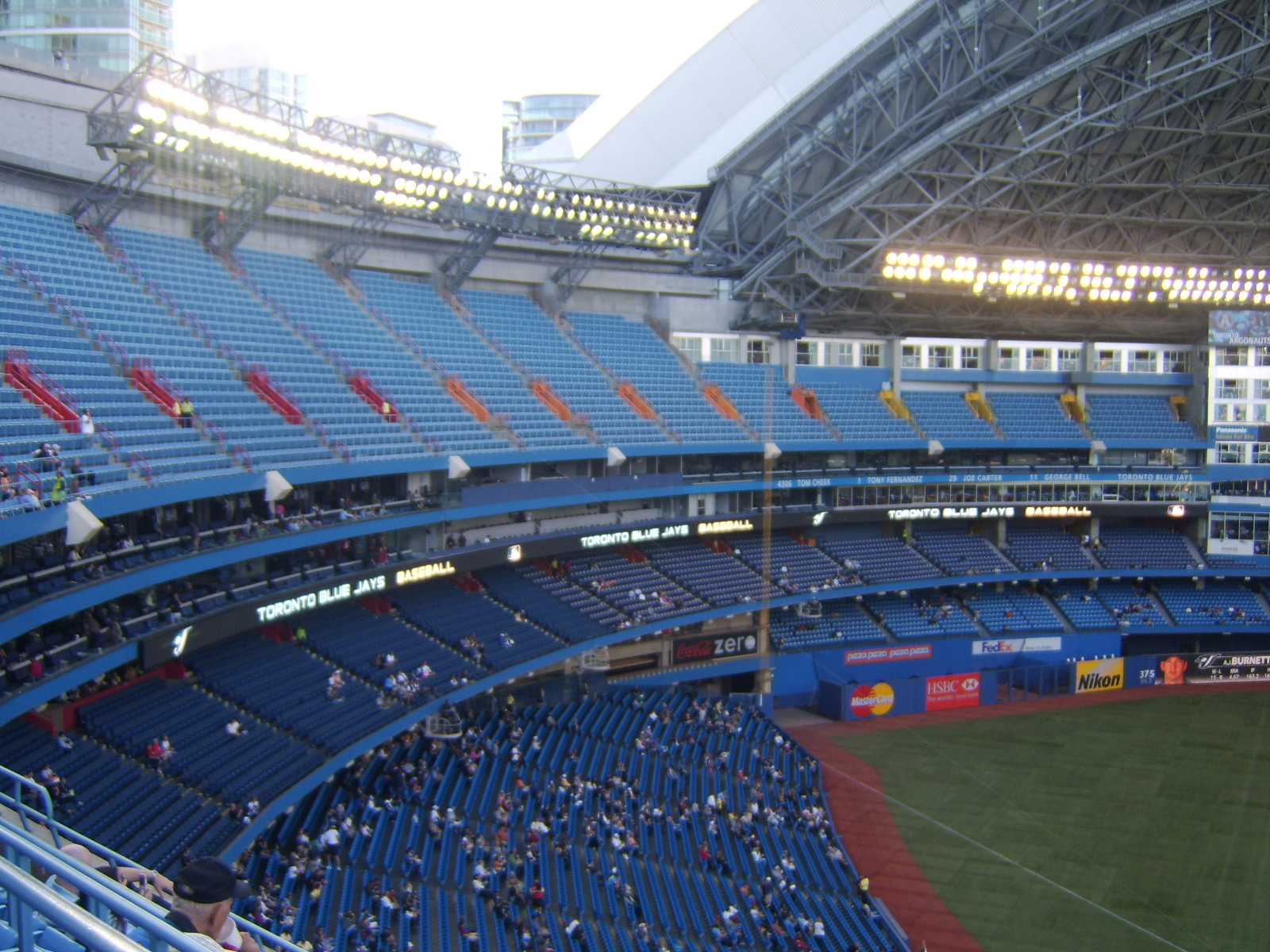
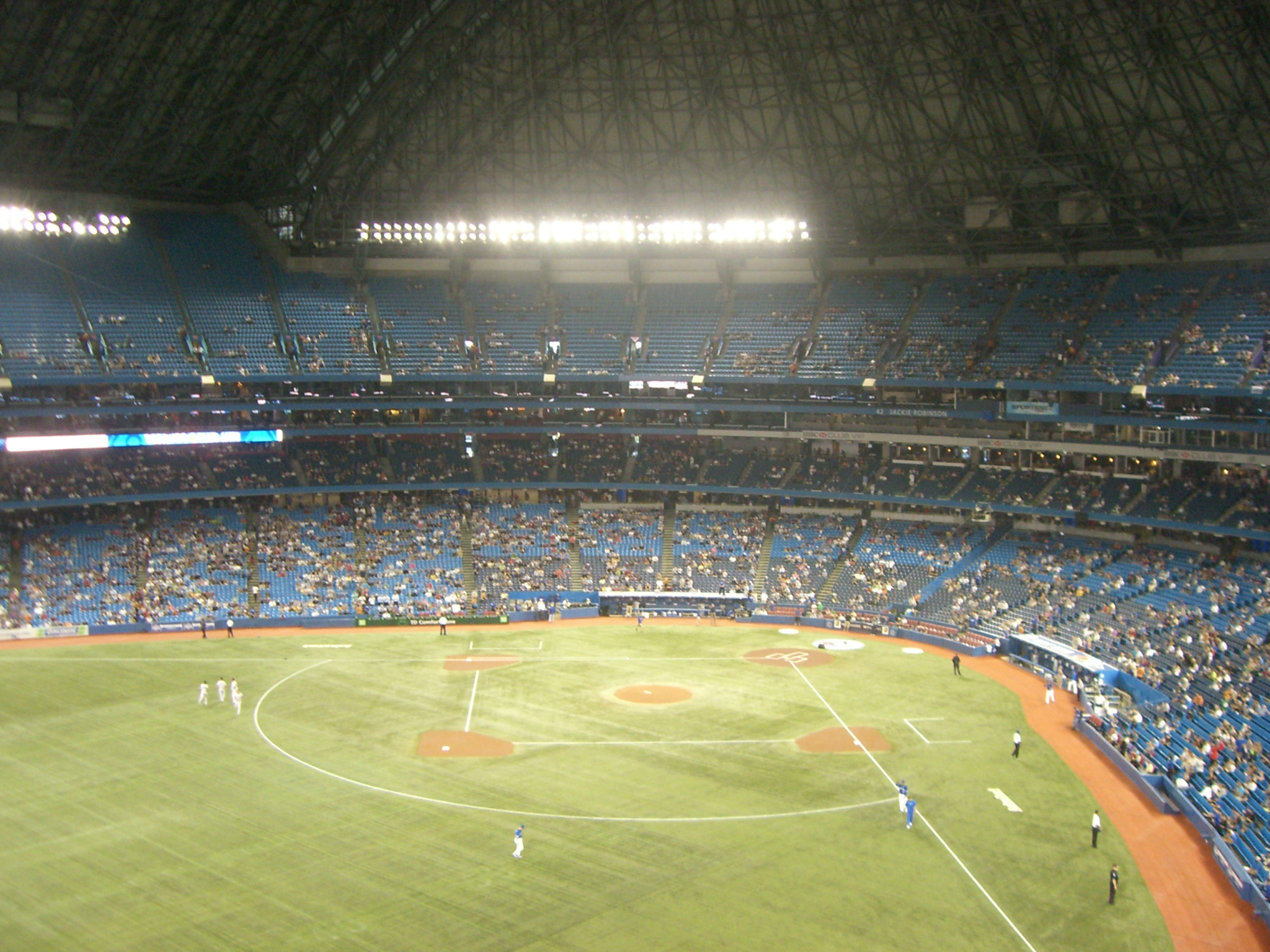
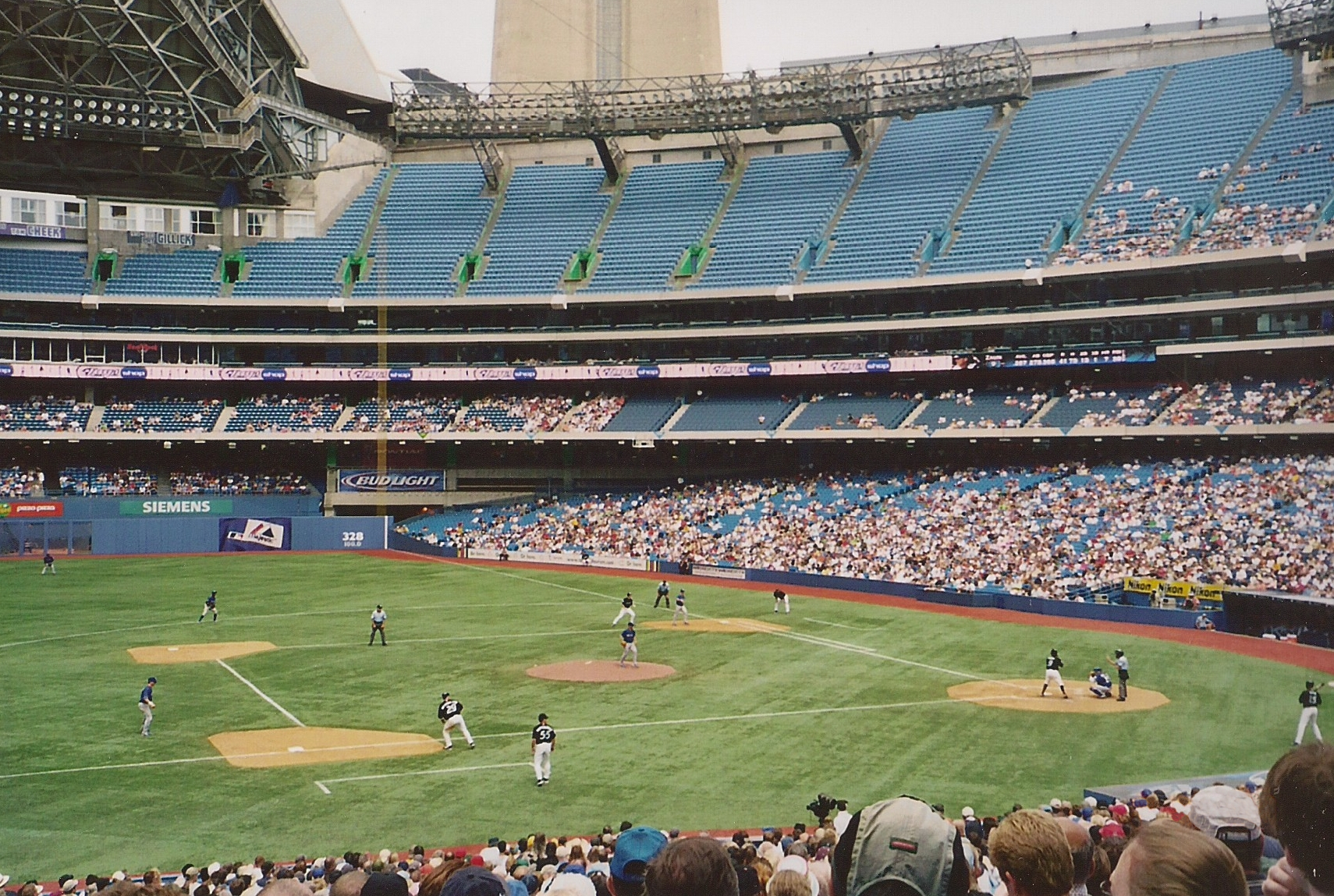
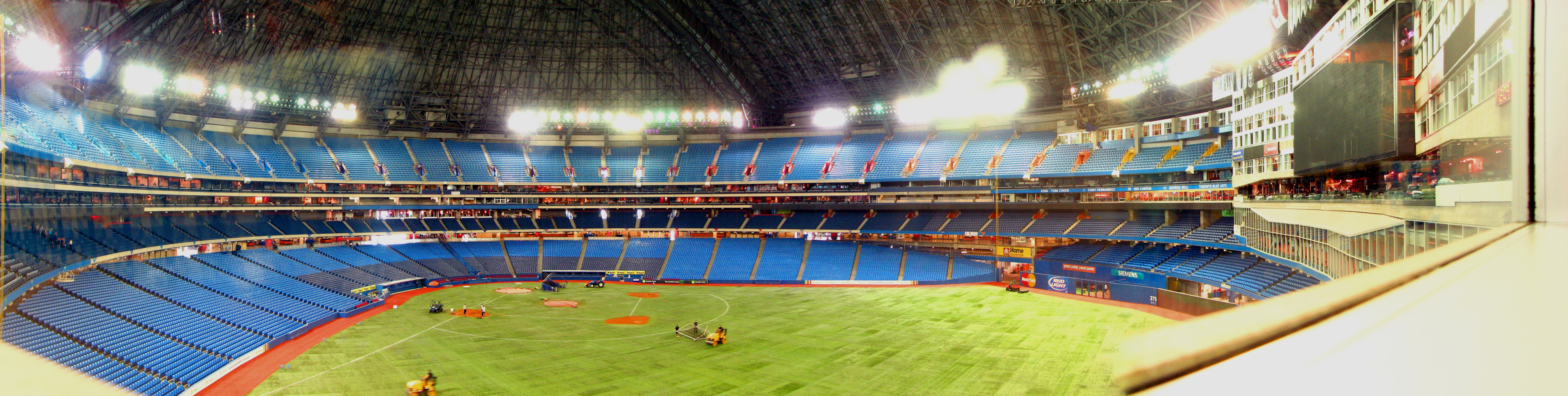
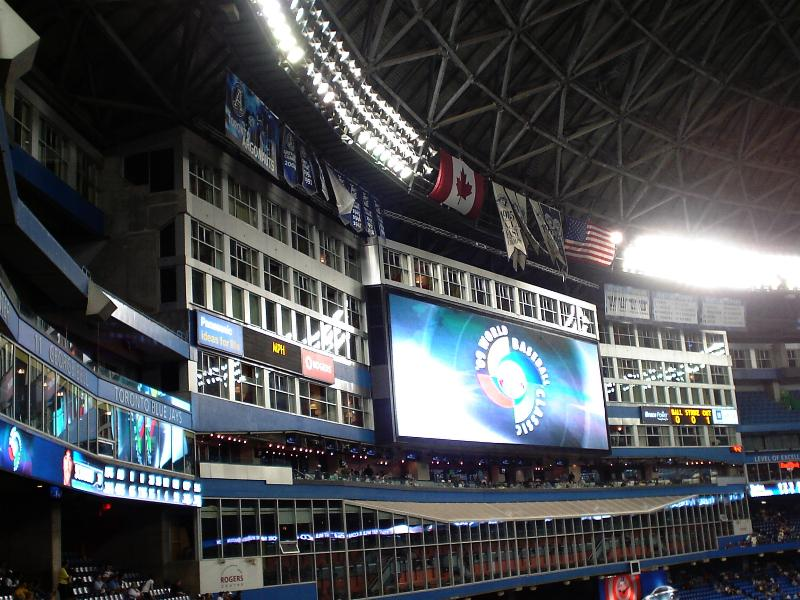
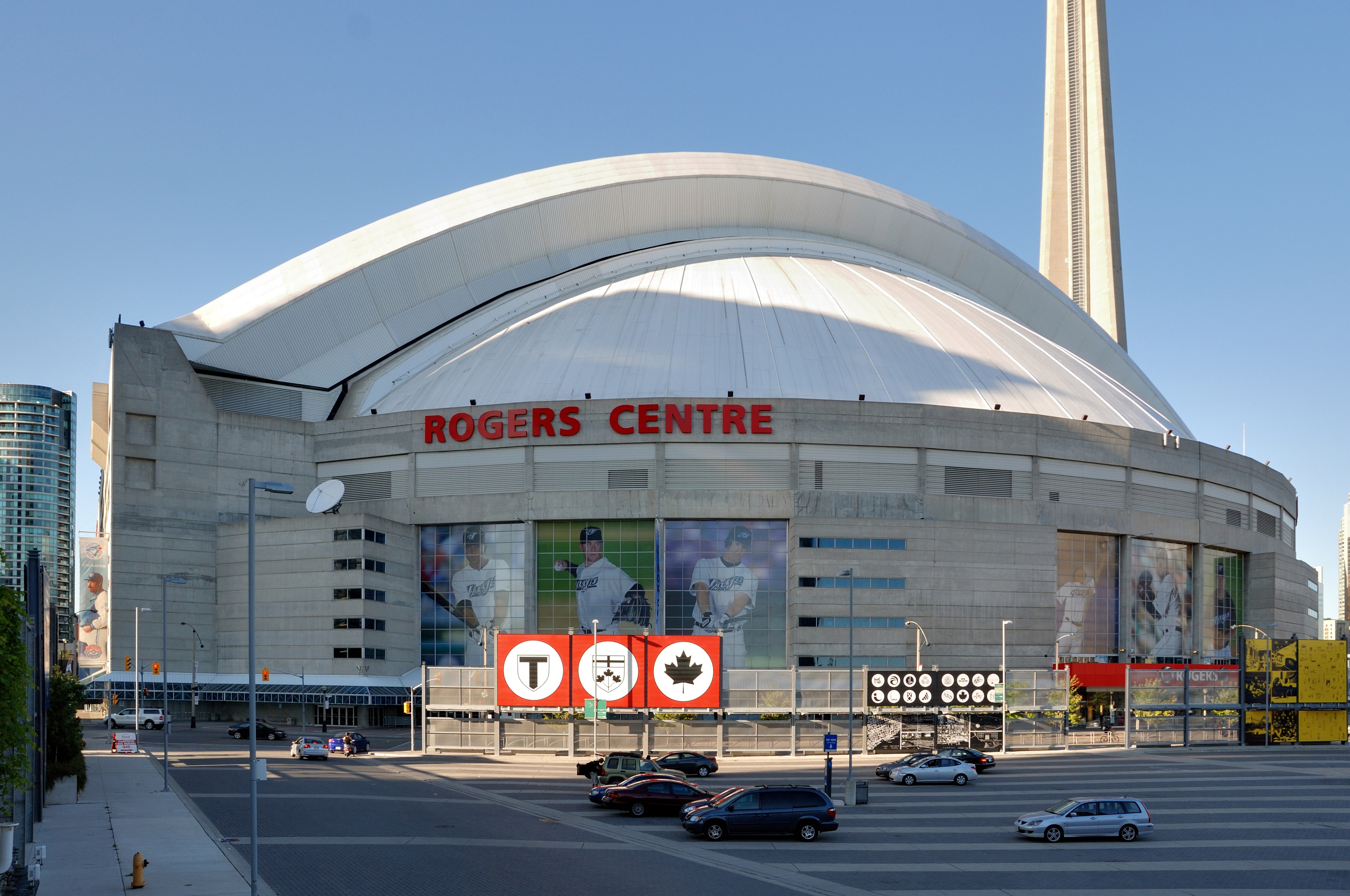
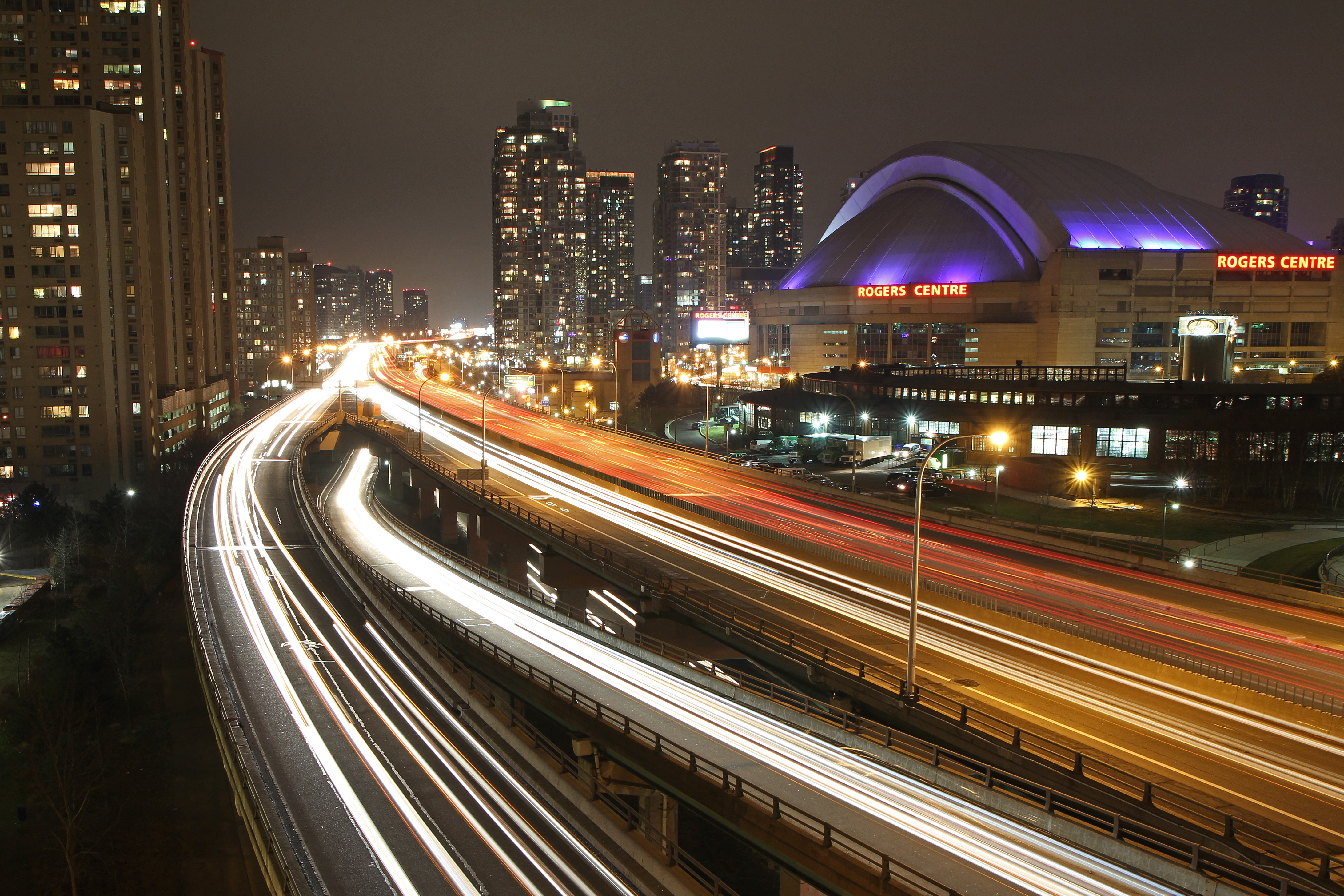
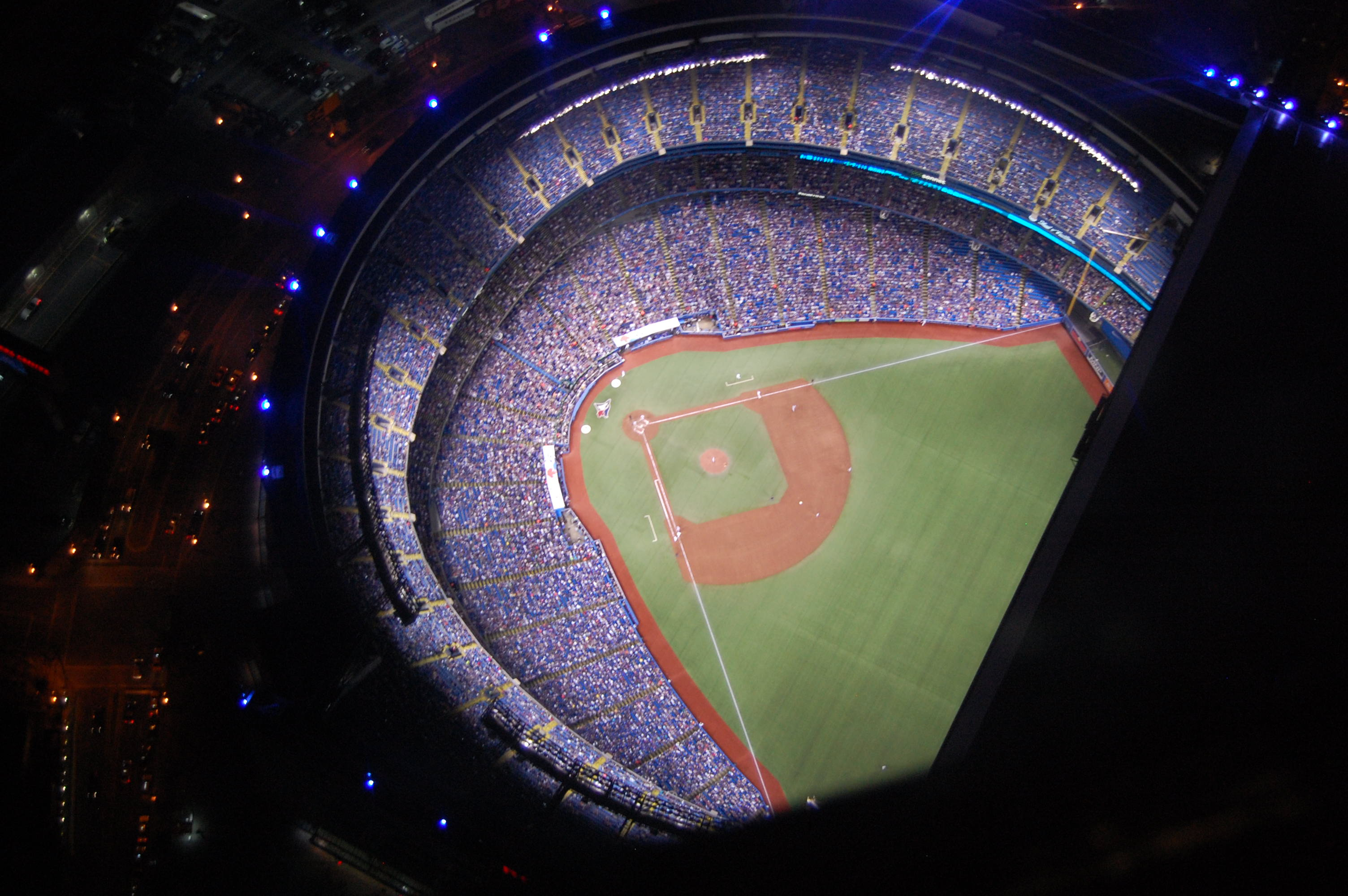